# Giò Giò Rapattoni
Giò Giò Rapattoni, all'anagrafe Giovanna Rapattoni (Roma, 23 febbraio 1957), è una doppiatrice e direttrice del doppiaggio italiana.

## Biografia
Tra i suoi ruoli da doppiatrice si ricordano Lucy Liu nei film Kill Bill: Volume 1, Slevin - Patto criminale e Nome in codice: Cleaner; Catherine McCormack nelle pellicole L'amore dell'anno e 28 settimane dopo, Elizabeth Reaser nella saga del film Twilight, Julie Bowen nella sit-com Modern Family.
Sono molte anche le sue partecipazioni a serie animate, tra cui The Replacements: Agenzia Sostituzioni, Full Metal Panic! e American Dragon: Jake Long. Ha inoltre doppiato Biyomon in Digimon Adventure e Adventure 02.
Fa parte del gruppo vocale Boop Sisters del quale è stata membro fondatore. È madre della doppiatrice Margherita De Risi.

## Doppiaggio

### Cinema
- Elizabeth Reaser in Twilight, The Twilight Saga: New Moon, The Twilight Saga: Eclipse, The Twilight Saga: Breaking Dawn - Parte 1, The Twilight Saga: Breaking Dawn - Parte 2, Ouija - L'origine del male, Hello, My Name Is Doris
- Lucy Liu in Kill Bill: Volume 1, Slevin - Patto criminale, L'uomo con i pugni di ferro, Un giorno questo dolore ti sarà utile, Shazam! Furia degli dei, Uno Rosso
- Rachael Harris in Diario di una schiappa, Diario di una schiappa 2 - La legge dei più grandi, Diario di una schiappa - Vita da cani
- Renée Zellweger in Betty Love, Bridget Jones - Un amore di ragazzo
- Catherine McCormack in L'amore dell'anno, 28 settimane dopo
- Jane Krakowski in I Flintstones in Viva Rock Vegas, Pixels
- Angela Kinsey in Tall Girl, Tall Girl 2
- Molly Shannon in Air Buddies - Cuccioli alla riscossa, A Good Person
- Didi Conn in Grease (ridoppiaggio)
- Paula Marshall in Una scatenata dozzina
- Lesley Sharp in Naked - Nudo
- Faith Hill in La donna perfetta
- Clea DuVall in 21 grammi
- April Talek in Christmas Bounty
- Julie Walters (parte cantata) in Il ritorno di Mary Poppins
- Maura Tierney in The Warrior - The Iron Claw
- Kate Hudson in Come farsi lasciare in 10 giorni
- Gabriela Muskala in Caccia all'eredità
- Olivia Colman in Paddington in Perù
- Agnieszka Suchora in Death Before the Wedding

### Film d'animazione
- Piyomon in Digimon - Il film, Digimon Adventure: Last Evolution Kizuna
- Diamante Blu in Steven Universe: Il Film
- Xenian in Pretty Soldier Sailor Moon R: The Movie
- Morrina ne La foresta magica
- Céline in Waking Life
- Strega del Mare ne Il viaggio di Natale di Braccio di Ferro
- Hova in Ant Bully - Una vita da formica
- Osono in Kiki - Consegne a domicilio (entrambi i doppiaggi)
- Raperonzolo in Shrek terzo
- Norma Jean in Happy Feet
- Deb in Alla ricerca di Nemo e Alla ricerca di Dory
- Marina Del Rey (canto) in La sirenetta - Quando tutto ebbe inizio
- Madre Gothel in Rapunzel - L'intreccio della torre
- Lady Tottington in Wallace & Gromit - La maledizione del coniglio mannaro
- Voce del gatto (canto) in Luna di Halloween
- Deanna in Ralph Spaccatutto
- Karen Graves in Monsters University
- Lil' Dipper in Planes 2 - Missione antincendio
- Ashima in Il trenino Thomas - La grande corsa
- Serenella in Disney Princess: Le magiche fiabe - Insegui i tuoi sogni, Once Upon a Studio
- Helen Parr/Elastigirl ne Gli Incredibili 2
- Mamá Coco Rivera (parte cantata) in Coco
- Yzma (parte cantata) in Le follie di Kronk
- Sarah Gardner in Cicogne in missione
- Artemide in Wonder Woman
- Madre di Sakura in Voglio mangiare il tuo pancreas
- Shannon in Wonder Park
- Norma in Deep - Un'avventura in fondo al mare
- Shino Sakunaga in I colori dell'anima - The Colors Within
- Delta Dawn (parte parlata) in Trolls World Tour
- Bliss in Trash - La leggenda della piramide magica
- PAL in I Mitchell contro le macchine
- Cora Prescott in Spirit - Il ribelle
- Tina Templeton in Baby Boss 2 - Affari di famiglia
- Susan Heffley in Diario di una schiappa, Diario di una schiappa - La legge dei più grandi, Diario di una schiappa a Natale - Si salvi chi può!
- Legs in Back to the Outback - Ritorno alla natura
- Mamma Orsa ne Il gatto con gli stivali 2 - L'ultimo desiderio
- Voce narrante in Le rose di Versailles - Lady Oscar

### Serie animate
- Biyomon in Digimon Adventure, Adventure 02
- Regina della Luce in Pretty Cure, Pretty Cure Max Heart
- Otaka in Yes! Pretty Cure 5, Yes! Pretty Cure 5 GoGo!
- Julie Patata in Monster Allergy
- Margalo in Stuart Little[1]
- Sasorina in HeartCatch Pretty Cure!
- Principessa Ginevra in I disastri di Re Artù
- Princess Carolyn in BoJack Horseman
- Diane Birch in Big Mouth
- Zira (voce cantata) in The Lion Guard
- Regina Arianna in Rapunzel - La serie
- Zia Cora Prescott in Spirit: Avventure in libertà
- Diamante Blu e Diamante Giallo (voce cantata) in Steven Universe
- Sylve Alte in Nadja
- Aseefa in Planet Sheen
- Barb in Big Hero 6 - La serie
- Alberta in Violet Evergarden
- Faragonda in Winx Club (st. 8)
- Cocodè in Tickety Toc[2]
- Agent K in The Replacements - Agenzia sostituzioni
- Susan Long in American Dragon: Jake Long
- Hattie (voce e canto) e Rita la Fleur (ep.24x3) in I Simpson[3]
- Carol Pewterschmidt in I Griffin
- Chilli Heeler in Bluey
- Zagan in Dead End: Paranormal Park
- Serenella in House of Mouse - Il Topoclub, Sofia la principessa
- Fran in Higglytown Heroes - 4 piccoli eroi
- Davina in Pets
- Teela / Sorceress/ Eldress in He-Man and the Masters of the Universe

### Serie televisive
- Melissa Joan Hart in Un fidanzato per mamma e papà, The Mysteries of Laura e Il mio finto fidanzato
- Viva Bianca in Spartacus
- Kim Rhoades in Zack & Cody al Grand Hotel, Zack & Cody sul ponte di comando
- Julie Bowen in Modern Family
- Sasha Alexander in Rizzoli & Isles
- Tracy Middendorf in Scream
- Liz Vassey in CSI - Scena del crimine
- Alice Dwyer ne Il commissario Claudius Zorn
- GloZellE Green in Rimozione forzata
- Alyssa Milano in Insatiable
- Rachael Harris in Lucifer, Suits
- Stephanie Beatriz in Brooklyn Nine-Nine
- Elizabeth Reaser in True Detective, Manhunt: Unabomber
- Lisa J.Lennox in Doodlebops
- Barbara Luna in Zorro
- Florence Faivre in The Expanse
- Riley Voelkel in Roswell, New Mexico
- Nina Arianda in Hannibal
- Mandy Gonzalez in Only Murders in the Building
- Toni Trucks in CSI: NY
- Rekha Sharma in The Imperfects
- Megan Mullally in Percy Jackson e gli dei dell'Olimpo
- Patti LuPone in Agatha All Along

### Videogiochi
- Deb e Flo in Alla ricerca di Nemo (2003)[4]
- Kaileena in Prince of Persia: Spirito guerriero (2004) [5]
- Helen Parr/Elastigirl in Gli Incredibili - Quando il pericolo chiama (2004)[6] e Gli Incredibili - Una normale famiglia di supereroi (2005)[7]
- Adelle in Epic Mickey 2: L'avventura di Topolino e Oswald (2011)[8]
- Celine in Kinect Rush: un'avventura Disney-Pixar (2013)[9]
- Dipper in Planes: Fire & Rescue (2014)[10]
- Chill Heeler in Bluey: il videogioco (2023)[11]